# Tandsjöpung
Tandsjöpung (Ascidia mentula) är ett anemon-liknande djur i stammen manteldjur (Tunicata).